# Patrick Simmons
Patrick Simmons (conocido como Pat Simmons; Moose Jaw, 21 de noviembre de 1974) es un deportista canadiense que compitió en curling. Ganó una medalla de bronce en el Campeonato Mundial de Curling Masculino de 2015.

## Palmarés internacional
| Campeonato Mundial | Campeonato Mundial | Campeonato Mundial | Campeonato Mundial |
| Año                | Lugar              | Medalla            | Prueba             |
| ------------------ | ------------------ | ------------------ | ------------------ |
| 2015               | Halifax (Canadá)   | Medalla de bronce  | Equipo             |